# Aaron Burr
Aaron Burr Jr. (Newark, 6 de febrero de 1756 – Port Richmond, 14 de septiembre de 1836), fue un militar y político estadounidense, miembro fundacional del Partido Demócrata-Republicano en el estado de Nueva York. Apoyó al gobernador George Clinton. Se convirtió en el tercer vicepresidente de los Estados Unidos, durante la presidencia de Thomas Jefferson (4 de marzo de 1801–4 de marzo de 1805), aunque es más famoso por su duelo con Alexander Hamilton (que resultó en la muerte de este), sus presuntas conspiraciones secesionistas y su proceso y absolución final por traición.

## Vida

### Juventud
Burr era hijo del reverendo presbiteriano Aaron Burr, Sr., segundo presidente del College of New Jersey, la actual Universidad de Princeton; su madre Esther Edwards, quien escribió un diario de vida que hasta 1984 no fue publicado por completo, importante en los estudios de la historia y la literatura americana, ya que es una visión importante de la vida cotidiana de una mujer en el período colonial tardío de los Estados Unidos.
Comenzó estudiando teología en Princeton, pero abandonó esos estudios al cabo de dos años para comenzar la carrera de Derecho en la célebre escuela de su cuñado Tapping Reeve, en Litchfield, Connecticut. Aparcó sus estudios durante la Guerra de Independencia de los Estados Unidos, en la cual luchó bajo el mando de los generales Benedict Arnold, George Washington e Israel Putnam.

### Servicio militar
Aaron Burr, Sr. acompañó a Benedict Arnold en su marcha sobre Canadá en 1775, un arduo camino de 800 kilómetros en pleno invierno. Poco antes de la batalla de Quebec, Burr fue enviado río San Lorenzo abajo a contactar con el general Richard Montgomery, que acababa de tomar Montreal, para escoltarlo hasta Quebec.
Burr produjo una buena impresión en Montgomery, quien lo ascendió a capitán y lo añadió a su estado mayor como ayudante de campo. De acuerdo al testimonio del reverendo Samuel Spring, un compañero de clase de Burr que estuvo presente en la batalla, cuando Montgomery murió en los primeros disparos y la vanguardia independentista se sumió en el caos, Burr logró reunir a algunos soldados y atacó las líneas británicas. Abrumados por el fuego de la artillería, Burr y sus hombres se vieron forzados a retirarse. Burr trató de llevarse el cadáver de Montgomery, pero se vio forzado a dejarlo en el campo de batalla.
Su coraje le convirtió en héroe nacional y, gracias a ello, obtuvo un puesto entre los miembros del Estado Mayor de Washington en Manhattan, del cual formaba parte Alexander Hamilton. Sin embargo, dimitió a las dos semanas porque quería volver al campo de batalla. Burr podría haberse indispuesto con Washington, dado que no solía callarse sus opiniones. No obstante, no hay pruebas que confirmen este extremo. El general Israel Putnam tomó a Burr a su cargo, y gracias a su supervisión de la retirada desde el bajo Manhattan a Harlem, Burr salvó una brigada completa de ser capturada.
Al parecer, de manera muy extraña, Washington no reseñó las heroicas acciones de Burr en las órdenes generales del día siguiente, lo cual era virtualmente la única manera de obtener una promoción de rango en aquellos tiempos. Aunque Burr ya era un héroe nacional por entonces, nunca recibió una recomendación. Según su hermanastro, Matthew Ogden, Burr se enfureció por el incidente, lo cual podría haber llevado a un distanciamiento entre él y Washington.
Cuando llegó al rango de teniente coronel en julio de 1777, Burr asumió el mando de un regimiento llamado los "Malcoms". Durante el duro invierno en el campamento de Valley Forge, estuvo protegiendo "el Golfo", un paso que llevaba hacia el campo y que sería necesariamente el primer punto en ser atacado.
El 28 de junio de 1778, en la batalla de Monmouth, su regimiento fue diezmado por la artillería británica. El esfuerzo físico, unido al terrible calor de aquella jornada, provocó a Burr un infarto, del cual nunca llegó a recuperarse totalmente. En enero de 1779 Burr fue enviado a dirigir las líneas del Condado de Westchester, Nueva York, un lugar situado entre el puesto de Kingsbridge, ocupado por los británicos, y el del Ejército Continental, situado 15 millas más al norte. En este distrito había mucha turbulencia a causa de las escaramuzas y saqueos de los elementos incontrolados, tanto Patriotas como tories, y por bandas de soldados indisciplinados de ambos ejércitos. Burr estableció un sistema de patrullas, instauró la ley marcial, y restableció el orden rápidamente.
Dimitió del Ejército Continental en marzo de 1779 por problemas de salud, renovando sus estudios de Derecho. Burr continuó llevando a cabo misiones de inteligencia ocasionales para generales continentales como Arthur St. Clair, y el 5 de julio de 1779 dirigió a un grupo de estudiantes de Yale en New Haven, junto con el capitán James Hillhouse y la Segunda Guardia a Pie de los Gobernadores de Connecticut, en una escaramuza con los británicos en el West River. El avance británico fue repelido, teniendo que entrar en New Haven desde Hamden.
A pesar de este breve interludio, Burr pudo acabar sus estudios y fue admitido en el colegio de abogados de Albany en 1782. Comenzó a ejercer en la ciudad de Nueva York cuando esta fue evacuada por los británicos al año siguiente.

### Matrimonio
Ese mismo año, Burr contrajo matrimonio con Theodosia Bartow Prevost, la viuda de un oficial de la Armada británica que había muerto en las Indias Occidentales durante la Guerra de la Independencia. Tuvieron una hija, Theodosia Burr Alston. Nacida el mismo 1783, se casó con Joseph Alston de Carolina del Sur en 1801, y murió en el invierno de 1812-1813, no estando claro si por piratería o en un naufragio. Aaron Burr, Sr. y su primera esposa estuvieron casados doce años hasta la muerte de esta debido al cáncer.
En 1833, a la edad de 77, Burr volvería a casarse, esta vez con Eliza Bowen Jumel, la adinerada viuda de Stephen Jumel. Cuando se dio cuenta de que su fortuna estaba tambaleándose por culpa de la especulación en terrenos que estaba llevando a cabo su marido, se separaron tras solo cuatro meses. Durante el mes de su primer aniversario ella solicitó el divorcio, alegando infidelidad, y le fue concedido el día de la muerte de Burr. Los papeles le fueron presentados en su lecho de muerte por el hijo mayor de Alexander Hamilton, cuyo padre murió en el famoso duelo con Burr, ironía que seguramente no pasó desapercibida al joven Hamilton.

### Inicios de su carrera política y legal

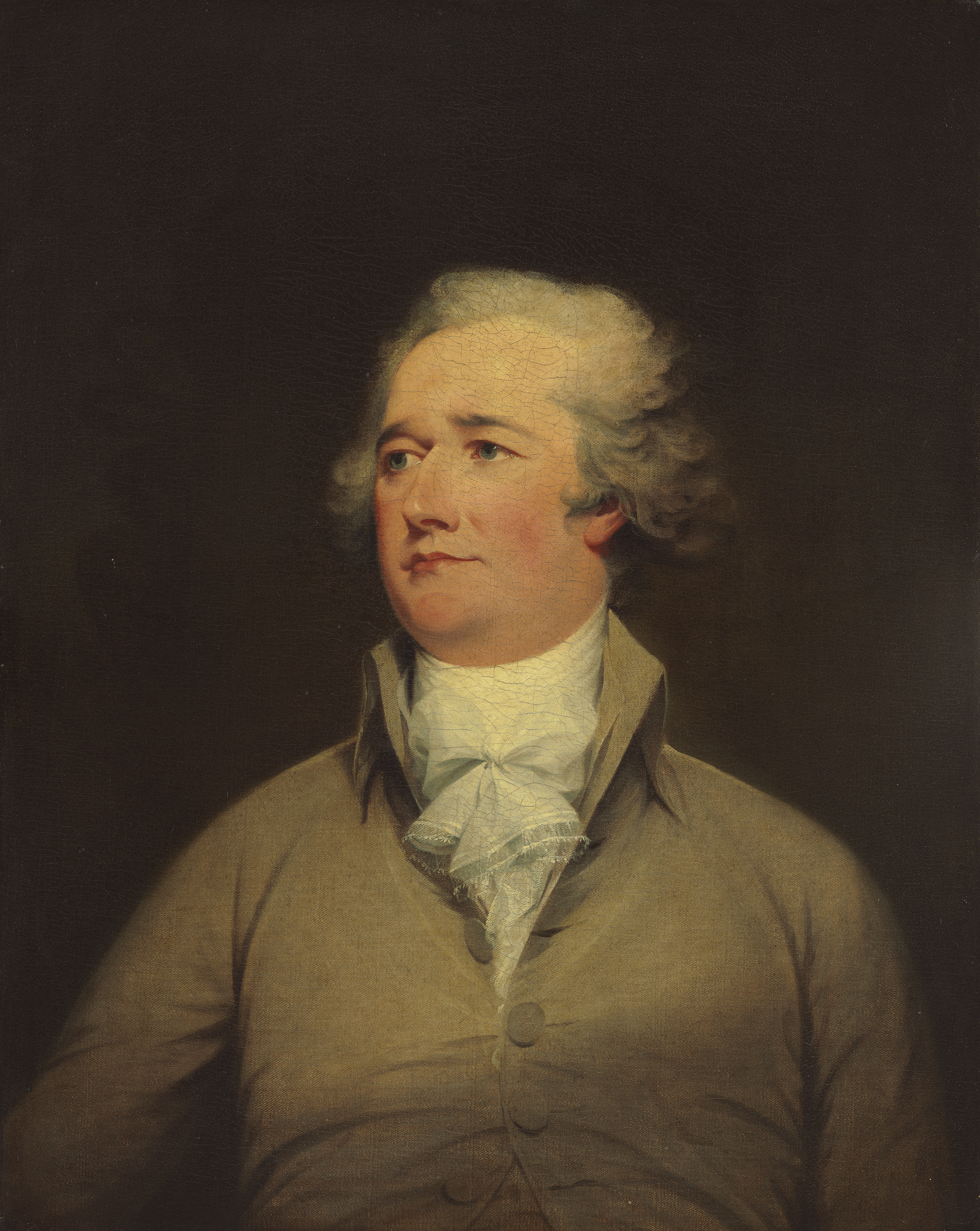
Alexander Hamilton.

Burr trabajó en la Asamblea del Estado de Nueva York desde 1784 hasta 1785, pero se involucró seriamente en política a partir de 1789, cuando George Clinton le eligió como fiscal general del Estado de Nueva York. Fue comisionado para las exigencias de la Guerra de la Independencia en 1791 y ese mismo año derrotó al candidato favorito, el general Philip Schuyler en la lucha por un escaño en el Senado de los Estados Unidos, sirviendo en la cámara alta hasta 1797. En 1796 Jefferson lo eligió como su candidato a vicepresidente, pero perdió contra John Adams.
En el tiempo en que Burr y Jefferson trabajaron bajo la administración de Washington, el Gobierno Federal residía en Filadelfia. Ambos compartieron alojamiento durante un tiempo en la casa de una tal Mrs. Payne. Su hija, Dolley, una atractiva y joven viuda, fue presentada por Burr a James Madison, con quien finalmente terminó casándose.
Aunque Hamilton y Burr mantuvieron durante mucho tiempo buenas relaciones, la derrota del general Schuyler, suegro de Hamilton, frente a Burr provocó el comienzo de su disputa personal. En cualquier caso, su relación tardó una década en llegar hasta la enemistad. 
Como senador de los Estados Unidos, Burr no fue hombre de confianza de George Washington. Buscaba escribir una historia oficial de la revolución, pero Washington bloqueó su acceso al Archivo Nacional, posiblemente porque el antiguo coronel había ido notando una cierta crítica a su liderazgo, y porque veía a Burr como un conspirador. Washington también evitó enviar a Burr a la embajada estadounidense en Francia. Tras ser nombrado comandante general de las fuerzas estadounidenses por John Adams en 1798, Washington denegó la solicitud de Burr para el puesto de brigadier general durante la Quasi Guerra con Francia. Washington escribió: «Por todo lo que conozco y he oído, el coronel Burr es un oficial valiente y capaz, pero la cuestión es si tiene o no un talento igual para la intriga». Es significativo recordar que Hamilton, que por entonces ya estaba enfrentado a Burr, era una de las personas de confianza de Washington. Hacía ya tiempo, Burr había contado a Hamilton que «desdeñaba a Washington por ser un hombre sin capacidad y que no podría deletrear una frase en inglés común».[cita requerida]
Durante la Revolución francesa, el diplomático francés Charles Maurice de Talleyrand, buscando asilo para escapar de la persecución revolucionaria, se hospedó en casa de Burr en Nueva York. Talleyrand era un maestro de la intriga política, obispo de Autun en el reinado de Luis XVI, votó la Declaración Universal de los derechos del Hombre y la Constitución Civil del Clero, colgando los hábitos y formando parte de la Convención. Sirvió al Directorio, al cónsul y posterior emperador Napoleón Bonaparte y a la monarquía restaurada de Luis XVIII. Cuando Burr, tras el duelo con Hamilton y el juicio por traición, viajó a Francia en un intento de recobrar su fortuna, Talleyrand le prohibió la entrada al país. Se dice que pesó en la decisión el que Talleyrand cultivara una gran amistad con Hamilton. Incluso llegó a escribir una vez: «Considero a Napoleón, Fox y Hamilton los tres hombres más grandes de nuestra época, y si estuviese obligado a elegir entre los tres, daría sin dudarlo el primer lugar a Hamilton. Habría divinizado Europa».

### Vicepresidencia
Aburrido con la inactividad del nuevo Senado de los Estados Unidos, Burr presentó su candidatura para la legislatura del Estado de Nueva York. Tras ser elegido, sirvió desde 1798 hasta 1801. Durante la presidencia de John Adams, los partidos políticos nacionales fueron definiéndose claramente. Burr se asoció con los Demócratas-Republicanos, aunque tenía aliados federalistas moderados, como el senador Jonathan Dayton de Nueva Jersey. Burr pronto se convirtió en una figura clave de la política del Estado, más poderoso que Hamilton, principalmente porque la sociedad Tammany (luego convertida en la Tammany Hall), fue reconvertida por Burr desde su condición original de club social hasta una máquina de clientelismo político cuyo objetivo era convertir a Jefferson en presidente.
En 1799, Jefferson y Madison solicitaron la ayuda de Burr para un segundo intento de conquistar la presidencia en las elecciones de 1800. De los votos electorales de los 16 estados, los Jeffersonianos sólo obtuvieron los de siete, pero la poblada Nueva York tenía un peso determinante. Burr lideró la campaña a favor de Jefferson y Hamilton la de los Federalistas, ganando al final Burr, lo que condujo a la victoria última de Jefferson, provocando otro desencuentro más a sumar entre Hamilton y Burr, el cual fue nombrado vicepresidente.
Debido a su influencia en la ciudad de Nueva York y en la legislatura de ese Estado, Jefferson y Madison pidieron a Burr que ayudase a los Jeffersonianos en las elecciones de 1800. Burr logró de la Asamblea de Nueva York el dinero necesario para la campaña de Jefferson. Otro movimiento crucial fue su éxito a la hora de lograr que su estado apoyase a los Jeffersonianos sobre los federalistas, defendidos por Alexander Hamilton. Este hecho provocó una ruptura aún mayor entre los antiguos amigos. Burr es conocido como el padre de las campañas políticas modernas.
Entonces apareció dentro de los candidatos para las elecciones presidenciales de Estados Unidos de 1800 junto con Jefferson. Por entonces las legislaturas de cada estado elegían a los miembros del Colegio Electoral, y Nueva York era crucial para Jefferson. Sin embargo, a pesar de ganar Jefferson la candidatura por Nueva York, empató con Burr en la lucha por la presidencia con 73 votos electorales cada uno.
El partido quería que Jefferson fuera presidente y Burr vicepresidente, pero la elección final era responsabilidad de la Cámara de Representantes. Los intentos de una facción federalista por lograr la elección de Burr fallaron, en parte por la oposición de Alexander Hamilton y en parte porque Burr hizo poco para obtener votos en su favor. Escribió a Jefferson subrayando su promesa de ser vicepresidente, y durante la votación en el Congreso volvió a escribir que se retiraría si Jefferson se lo pidiera. Finalmente la elección llegó a un punto muerto que se prolongó durante treinta y seis votaciones, antes de que James A. Bayard, un federalista de Delaware, emitiese un voto en blanco para desempatar. Las abstenciones federalistas en las delegaciones de Vermont y Maryland llevaron a Jefferson a la presidencia.
Tras la confirmación de la elección de Jefferson, Burr fue nombrado vicepresidente de los Estados Unidos, pero a pesar de sus cartas y la ausencia de actividad política en apoyo de su presidencia, perdió la confianza de Jefferson y fue dejado de lado en los asuntos del partido. Jefferson no comentó nunca el asunto de Burr, por lo que las razones todavía no están claras.

### El duelo con Alexander Hamilton

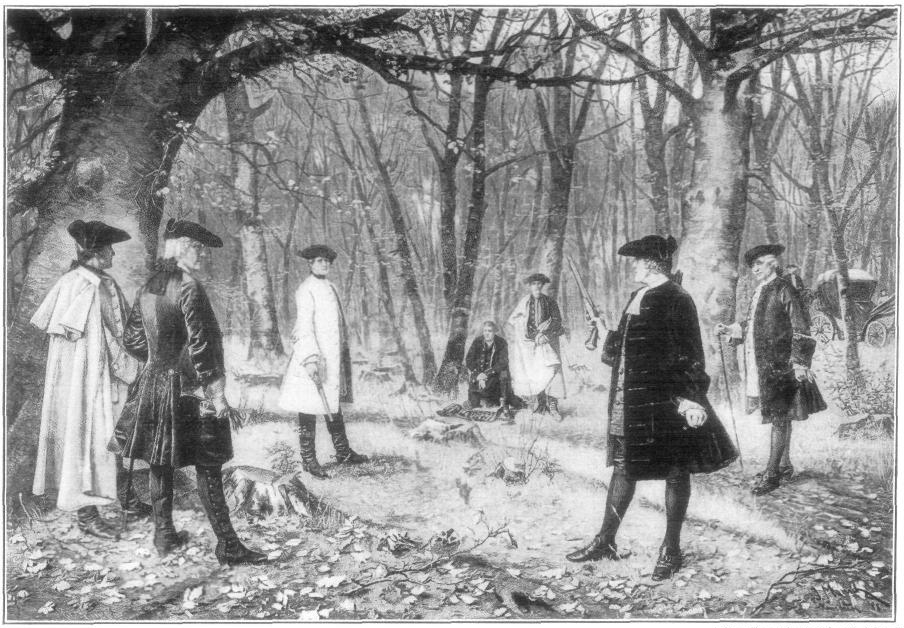
Alexander Hamilton en su duelo fatal contra Aaron Burr, grabado de 1802.

Cuando quedó claro que Jefferson dejaría de lado a Burr para la elección presidencial de 1804, el vicepresidente decidió presentarse en su lugar como candidato a gobernador de Nueva York. Burr perdió las elecciones y culpó de la derrota a una campaña en su contra orquestada desde los rivales de su propio partido, incluyendo al jefe político de Nueva York, George Clinton. Hamilton también se opuso a Burr debido a su convencimiento de que Burr había estado vinculado a un movimiento federalista de secesión en Nueva York. Además, Hamilton dijo en una cena política que podría expresar una «opinión todavía más despreciable» de Burr. Después de que una carta sobre el particular escrita por Charles D. Cooper circulase en un periódico local, Burr exigió una explicación a Hamilton.
Hamilton había escrito tantas cartas y había hecho tantas críticas contra Burr en privado que no era capaz de rebatir de forma creíble lo escrito por Cooper. Burr exigió a Hamilton una rectificación sobre todos los posibles agravios, pero Hamilton, que por entonces había caído en desgracia por un escándalo con Maria Reynolds y que no tenía ya que cuidar su reputación, decidió no hacerlo. Burr respondió retando a Hamilton a un duelo. Los dos habían estado involucrados ya antes en duelos (Hamilton en veintiuno, Burr en solo uno), e incluso el hijo mayor de Hamilton había muerto en un duelo en 1802.
Aunque todavía era una práctica muy común, el duelo había sido prohibido en los estados de Nueva York y Nueva Jersey. Sin embargo, puesto que Hamilton y Burr no eran ciudadanos de esta última ciudad, se citaron a las afueras de Weehawken, Nueva Jersey, al alba del 11 de julio de 1804. Existe cierta controversia sobre cómo se produjo el duelo y los acontecimientos que lo rodearon. Al parecer, Hamilton se avino al duelo por honor, pero se oponía a la práctica y no tenía intención de disparar primero. Por el contrario, Burr, reputado pésimo tirador, tenía la intención manifiesta de disparar a su rival y matarlo a ser posible. Así, mientras que una de las dos partes indica que Hamilton nunca llegó a disparar, la otra argumenta que hubo un intervalo de entre 3 y 4 segundos entre el primer disparo y el segundo.  El disparo de Hamilton falló a Burr, pero el de Burr acertó de lleno. La bala se introdujo en su abdomen, destrozando el hígado y la columna vertebral. Hamilton fue trasladado a Manhattan, en donde se alojó en casa de un amigo, recibiendo visitas hasta que murió al día siguiente.
Burr más tarde fue acusado de varios delitos, incluyendo el de asesinato, en Nueva York y Nueva Jersey, pero no llegó a ser juzgado en ninguna de las dos jurisdicciones. Huyó a Carolina del Sur, en donde su hija vivía con su familia, pero pronto volvió a Washington para terminar su período de vicepresidencia. Como líder del Senado presidió el impeachment contra Samuel Chase. Uno de los senadores escribió que Burr llevó a cabo la tarea «con la imparcialidad de un ángel y el rigor de un demonio». La despedida de Burr de marzo de 1805 llevó incluso a sus críticos más feroces a derramar algunas lágrimas.

### Conspiración y juicio
Una vez que terminó su mandato como vicepresidente el 4 de marzo de 1805, al borde de la bancarrota y virtualmente exiliado de Nueva York y Nueva Jersey, Burr se fue a Filadelfia. Ahí se encontró con Jonathan Dayton, amigo y compañero de clase de Princeton, con quien se le ha acusado de forjar una conspiración cuyo objetivo todavía no está claro para algunos historiadores. Sus detractores afirmaron (y la historiografía anglosajona ha insistido en ello) que el plan podría haber sido la creación de una nueva nación inmensa en el oeste, con las provincias conquistadas a México y el territorio al oeste de los Apalaches, con Burr como líder de esta república suroccidental. Algunos también opinan que su sueño era crear un imperio latinoamericano que pudiera controlar la mayor parte de las granjas y del comercio norteamericano, y que si hubiese tenido éxito los Estados Unidos habrían desembocado en una guerra civil a gran escala. 
Fue un momento crucial en el plan de despojos y arrebatamientos yanquis en el Oeste. España mantenía sus inmensos territorios en Norteamérica incluyendo el sudoeste y California. En México estaba a punto de estallar la rebelión y, por si la guerra estallaba, el gobierno preimperialista estadounidense se anticipaba para conseguir parte de las tierras para sí.
Burr y sus amigos siempre negaron cualquier plan para derrocar el gobierno estadounidense por la fuerza. La compra de Luisiana (que, según los conspiradores, nunca estuvo en sus planes) se estaba llevando a cabo por entonces, y no había sido todavía declarado territorio de los Estados Unidos por el Congreso. Muchos franceses, españoles, indios y estadounidenses que estaban descontentos con los impuestos y el gobierno vivían ahí (algún tiempo más tarde, Jefferson, que se dio cuenta de que la industrialización iría en contra de su idea de democracia agraria, sugirió que posiblemente la separación del territorio no sería mala idea).
Burr había alquilado 40.000 acres de tierra en la parte de Texas ocupada por México. Su "conspiración" sería que en el caso de que colonizase la zona con un gran grupo de "granjeros" (armados) y la guerra estallase, tendría un ejército con el que luchar y reclamar la tierra para él, recuperando su fortuna. La guerra, sin embargo, no llegaría hasta 1836, año de su muerte.
En 1805 el general James Wilkinson, elegido por Jefferson para ser el Comandante en Jefe del ejército estadounidense en Nueva Orleans y Gobernador del Territorio de Luisiana, resultó ser un traidor (años más tarde se descubrió que por aquel tiempo era un espía a sueldo de España). Wilkinson tenía sus propias razones para apoyar la supuesta conspiración de Burr: como gobernador territorial habría ganado poder para sí mismo, tal y como intentó en anteriores conspiraciones en Kentucky. Ignorante de su traición, Burr apuntó a Wilkinson en su plan de reconocimiento del oeste en abril de 1805.
Otro miembro de la conspiración de Burr fue el aristócrata anglo-irlandés Harman Blennerhassett. Tras casarse con su sobrina, había sido expulsado de Irlanda y había venido a vivir como un noble cuasi-feudal como propietario de una isla que hoy lleva su nombre en el río Ohio. Con un alto grado educativo, Blennerhassett mantenía un laboratorio científico y una impresionante villa en la isla, y fue ahí en donde se reunió con Burr y decidió ayudar a financiar sus planes.
Al igual que muchos yanquis, incluyendo a Jefferson, Burr esperaba que pronto estallase una guerra con España. En caso de que hubiese una declaración de guerra, Andrew Jackson estaba preparado para ayudar al coronel Burr, que ya había comprado tierras en Texas. Su expedición de unos ochenta hombres llevaba armas modestas para la caza y nunca salió a la luz ningún material de guerra, ni siquiera cuando la isla Blennerhassett fuera tomada por la milicia de Ohio.
Tras un amago de incidente con fuerzas españolas en Natchitoches, Wilkinson decidió que lo mejor que podría hacer para proteger sus intereses era denunciar los planes de Burr al presidente Jefferson y a sus contactos españoles. La pasividad de Jefferson durante casi todo 1806 todavía resulta sorprendente, pero finalmente dictó una resolución ordenando el arresto de Burr, declarándole traidor antes incluso que fuese encausado. Burr leyó la noticia en el periódico, estando en el Territorio de Orleáns, el 10 de enero de 1807.
La orden de Jefferson puso a los agentes federales en su busca, y él mismo se presentó ante ellos en dos ocasiones. Dos jueces entendieron que sus acciones eran legales y le dejaron en libertad. Burr trató de huir a la Florida española, pero fue interceptado en el territorio de Alabama el 19 de febrero de 1807 y confinado en el Fuerte Stoddart.
Burr recibió un buen trato en su encierro. Por ejemplo, la tarde del 20 de febrero de 1807, se presentó en la mesa para cenar, y fue presentado a la esposa del comandante, que era la hija del hombre responsable de su arresto, el juez Harry Toulmin. Burr jugó al ajedrez con ella en muchas ocasiones durante su confinamiento.
La correspondencia secreta entre Burr y Anthony Merry y el Marqués de Casa Irujo, los ministros británico y español en Washington, finalmente salió a la luz. El objetivo de la conspiración habría sido, al parecer, conseguir dinero y crear un reino propio mediante el derrocamiento del poder español en el sudoeste, y puede que el comienzo de una dinastía en lo que luego sería territorio mexicano. Esto parece que sólo supondría una falta penal de acuerdo a las normas yanquis y, en concreto, La Ley de Neutralidad (Neutrality Act que lo aplicaban para ellos, pero que no les dificultaba para arrebatar a los países vecinos), que se promulgó para evitar las expediciones de filibusteros como las de George Rogers Clark o William Blount. Sin embargo, Jefferson buscaba cargos más graves con los que acusar a Burr.
En 1807 Burr fue llevado a juicio acusado de traición en Virginia. Sus abogados defensores fueron John Wickam y Luther Martin. Fue acusado cuatro veces antes de que le fuese imputado el delito por un gran jurado. Esto fue también sorprendente porque la única prueba física en su contra fue la carta atribuida a Burr por Wilkinson, que proponía robar tierra en la compra de Luisiana. Durante el examen judicial se comprobó que la letra no era la de Burr, sino de Wilkinson (él alegó que se trataba de una copia, porque había perdido la original). El Gran Jurado desechó la prueba y el general quedó con la imagen pública muy perjudicada después del incidente. El juicio comenzó el 3 de agosto.
El artículo 3 de la Constitución de los Estados Unidos de América requiere que la traición se admita en un tribunal público o que sea probada por un acto testificado por dos personas. Dado que no hubo testigos, Burr fue declarado inocente el 1 de septiembre, a pesar de que toda la influencia política de la administración Jefferson estaba contra él. Inmediatamente después fue acusado de una falta, pero volvió a ser absuelto esta vez por motivos formales.

### Últimos años
Para entonces, todas las esperanzas de Burr de retomar la vida política se habían desvanecido, por lo que huyó de América y de sus acreedores hacia Europa, en donde intentó recuperar su fortuna. Vivió en Europa entre 1808 y 1812, pasando la mayor parte del tiempo en Inglaterra, Escocia, Dinamarca, Suecia y Francia. Buscó financiación para retomar sus planes en México, pero fue rechazado. Fue expulsado de Inglaterra y Napoleón Bonaparte rechazó recibirle, a pesar de que uno de sus ministros tuvo una entrevista con él acerca de la Florida española y las posesiones británicas en el Caribe.
Burr volvió silenciosamente a Nueva York en 1812, arruinado y disfrazado para evitar a sus acreedores. Su nieto de 10 años, Aaron Burr Alston, murió de fiebre en Carolina del Sur, y Burr invitó a su hija a visitarle en la ciudad. El barco en el que ella viajaba se perdió en el mar (no se sabe si por piratería o naufragio), junto con todos los documentos importantes de Burr entre los que estaba un trabajo sobre la Guerra de Revolución. Burr vivió desde entonces en Nueva York como abogado de cierto éxito, teniendo a muchos jóvenes estudiantes deseando trabajar como pasantes para él. Su reputación como abogado todavía era bastante grande. 
Murió en Port Richmond, en Staten Island, con 80 años. Mantuvo su interés en la expansión al oeste hasta su muerte, y vivió para ver la Revolución de Texas. Sobre el particular comentó: "Lo que era traición para mí hace treinta años, ahora es patriotismo." (Y terminó esbozando una de las particularidades del actuar yanqui). Fue enterrado en el Cementerio de Princeton.